# Mousquet
Die Mousquet (deutsch Muskete) war ein Torpedobootszerstörer der Arquebuse-Klasse der französischen Marine, der 1903 in Dienst gestellt wurde und am 28. Oktober 1914 vom deutschen Kreuzer Emden vor Penang versenkt wurde, wobei 40 Seeleute getötet wurden.

## Bau- und Einsatzgeschichte
Die Mousquet lief am 7. August 1902 als zweiter Torpedobootszerstörer der Arquebuse-Klasse vom Stapel. Das Schiff war mit einer 65-mm-Kanone (Modell 1891), welche eine 4,1 Kilogramm schwere Granate verschoss, und sechs 47-mm-Geschützen des Modells Hotchkiss (Modell 1886), welche bis zu 30 Granaten pro Minute abfeuern konnten, bewaffnet. Zudem befanden sich zwei 381-mm-Torpedorohre an Bord.
Nach Tests vor Lorient wurde die Mousquet der Mittelmeerflotte zugeteilt. Schon im März 1904 verlegte sie nach Indochina. 1909 bis 1911 war sie der 1ère flottille des torpilleurs des mers de Chine zugeteilt. Bis zum März 1914 lag sie dann in Saigon in Reserve. Ihre Schwesterboote Pistolet und Fronde waren ebenfalls seit 1904 schon in Ostasien.

## Gefecht mit der Emden
Die Mousquet gehörte unter dem Kommando von Leutnant Théroinne zu Beginn des Ersten Weltkrieges zur französischen Asien-Flotte und sicherte, zusammen mit ihren Schwesterbooten Pistolet und Fronde sowie anderen alliierten Schiffen – darunter der russische Geschützte Kreuzer Schemtschug und das französische Kanonenboot D’Iberville den Hafen von Penang in Malaysia. Im Frieden waren die französischen Zerstörer in Saigon stationiert.
Am 28. Oktober 1914 drang der deutsche Kleine Kreuzer Emden in den Hafen ein und versenkte dort den ankernden Kreuzer Schemtschug. Auf dem Weg zurück hinaus auf das offene Meer traf der deutsche Kreuzer gegen 7:20 Uhr unversehens auf die gerade von einer Patrouille zurückkehrende Mousquet. Auf eine Distanz von rund 4300 Metern eröffneten die Deutschen das Feuer und erzielten bereits mit ihrer dritten Salve einen 10,5-cm-Treffer, der den Kesselraum des Torpedobootzerstörers allmählich voll Wasser laufen ließ. Die Mousquet erwiderte das Feuer zunächst kurzzeitig mit ihrer 65-mm-Kanone und schoss einen Torpedo ab, der allerdings fehlging. Da der Gegner stark überlegen war und die Artillerie der Deutschen zudem eine größere Reichweite aufwies, drehte das französische Schiff gegen 7:25 Uhr bei und lief in Richtung des offenen Meeres ab. Die Deutschen stellten darauf ihr Feuer zunächst ein.
Wegen der stark beschädigten Maschinenanlage konnte der französische Torpedobootzerstörer seine Höchstfahrt aber nicht halten und wurde schnell wieder von der SMS Emden eingeholt. Gegen 7:35 Uhr stellte das deutsche Schiff die mittlerweile stark qualmende Mousquet erneut. Da die Deutschen besonders die Torpedobewaffnung des Torpedobootzerstörers fürchteten und eine Kapitulationsabsicht nicht zu erkennen war, beschoss die SMS Emden das Schiff auf größere Distanz mit zehn weiteren Salven. Die Mousquet erhielt dabei schätzungsweise zehn weitere 10,5-cm-Treffer, die schwere Schäden am Rumpf und den Aufbauten anrichteten. Um 7:44 Uhr kenterte die Mousquet und versank. Mit dem Torpedobootzerstörer gingen der Kommandant, Leutnant Théroinne, und 39 Besatzungsangehörige unter.
Die Deutschen retteten danach 36 Überlebende des französischen Schiffes; viele hatten teils schwere Verletzungen erlitten. Ein Crewmitglied konnte sich der mit der Rettung verbundenen Gefangennahme durch die SMS Emden entziehen und schwamm zur Küste.

## Rettung der Schwerverletzten
Von den 36 Geretteten erlagen in den nachfolgenden zwei Tagen drei ihren schweren Verletzungen an Bord der SMS Emden und wurden auf See bestattet. Da die Deutschen die vielen Schwerverletzten an Bord des Kreuzers nicht ausreichend versorgen konnten, stoppten sie am 30. Oktober den britischen Frachter Newburn, übergaben die verbliebenen 33 Seeleute und ordneten an, dass der Dampfer die Franzosen nach Sabang auf Sumatra in das dortige niederländische Krankenhaus zu bringen habe.
Diese Entscheidung rettete vermutlich noch einigen der schwerverletzten französischen Seeleuten das Leben und wurde später der Besatzung der SMS Emden hoch angerechnet.